# Давыдовская (Слободское сельское поселение)
Давыдовская — деревня в Харовском районе Вологодской области.
Входит в состав Слободского сельского поселения, с точки зрения административно-территориального деления — в Слободской сельсовет.
Расстояние по автодороге до районного центра Харовска — 64 км, до центра муниципального образования Арзубихи — 15 км. Ближайшие населённые пункты — Лисино, Симаниха, Семеновская.
По переписи 2002 года население — 10 человек.